# لي ستاين
لي ستاين (بالإنجليزية: Lee Stine)‏ هو لاعب كرة قاعدة أمريكي، ولد في 17 نوفمبر 1913 في ستيلووتر في الولايات المتحدة، وتوفي في 6 مايو 2005 في هيميت في الولايات المتحدة بسبب سكتة.

## وصلات خارجية
- لي ستاين على موقع دوري كرة القاعدة الرئيسي (الإنجليزية)
- لي ستاين على موقعبيزبول رفرنس.كوم (الدوري الرئيسي) (الإنجليزية)
- لي ستاين على موقعبيزبول رفرنس.كوم (الدوري الثانوي) (الإنجليزية)